# Tunnel du Rove
Pour les articles homonymes, voir Rove.
Le tunnel du Rove, anciennement tunnel de Rove, est un tunnel-canal maritime percé sous la chaîne de l'Estaque, qui fait communiquer le nord de la rade de Marseille avec l'étang de Berre, dans le département français des Bouches-du-Rhône. Il est le « plus grand canal souterrain du monde ». Achevé en 1926 et mis en service l'année suivante, il est l'ouvrage d'art principal du canal de Marseille au Rhône, mais, obstrué par un éboulement, il est hors service depuis 1963.

## Histoire
L'idée d'un canal qui relierait Marseille au Rhône par l'intérieur des terres, en évitant la navigation difficile pour les petits bateaux au large à cause du mistral, fut avancée dès le XVIIe siècle. Encore fallait-il franchir la barrière que constitue le chaînon montagneux de l'Estaque qui sépare Marseille de l'étang de Berre. Ce n'est qu'au début du XXe siècle que le percement d'un tunnel fut entrepris,.
Les travaux, confiés à l'entreprise Léon Chagnaud, commencés le 1er avril 1911, employèrent 3 000 ouvriers, en majorité des immigrés espagnols et italiens. Des prisonniers de guerre allemands participèrent à ce creusement dans des conditions très difficiles. Le creusement se faisait au marteau-piqueur et à l'explosif. On compta de nombreux morts. 

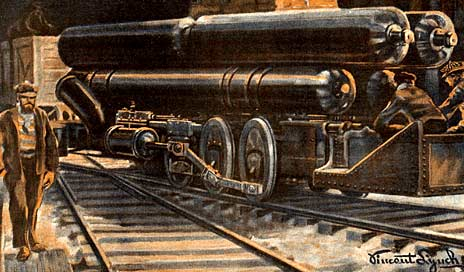
Locomotive à air comprimé utilisée pour le creusement du tunnel du Rove

Pour la tranchée de Marignane, on utilisa deux grosses pelles à vapeur américaines, de marque Bucyrus, de 70 tonnes chacune, mais qui ne donnèrent pas entièrement satisfaction.

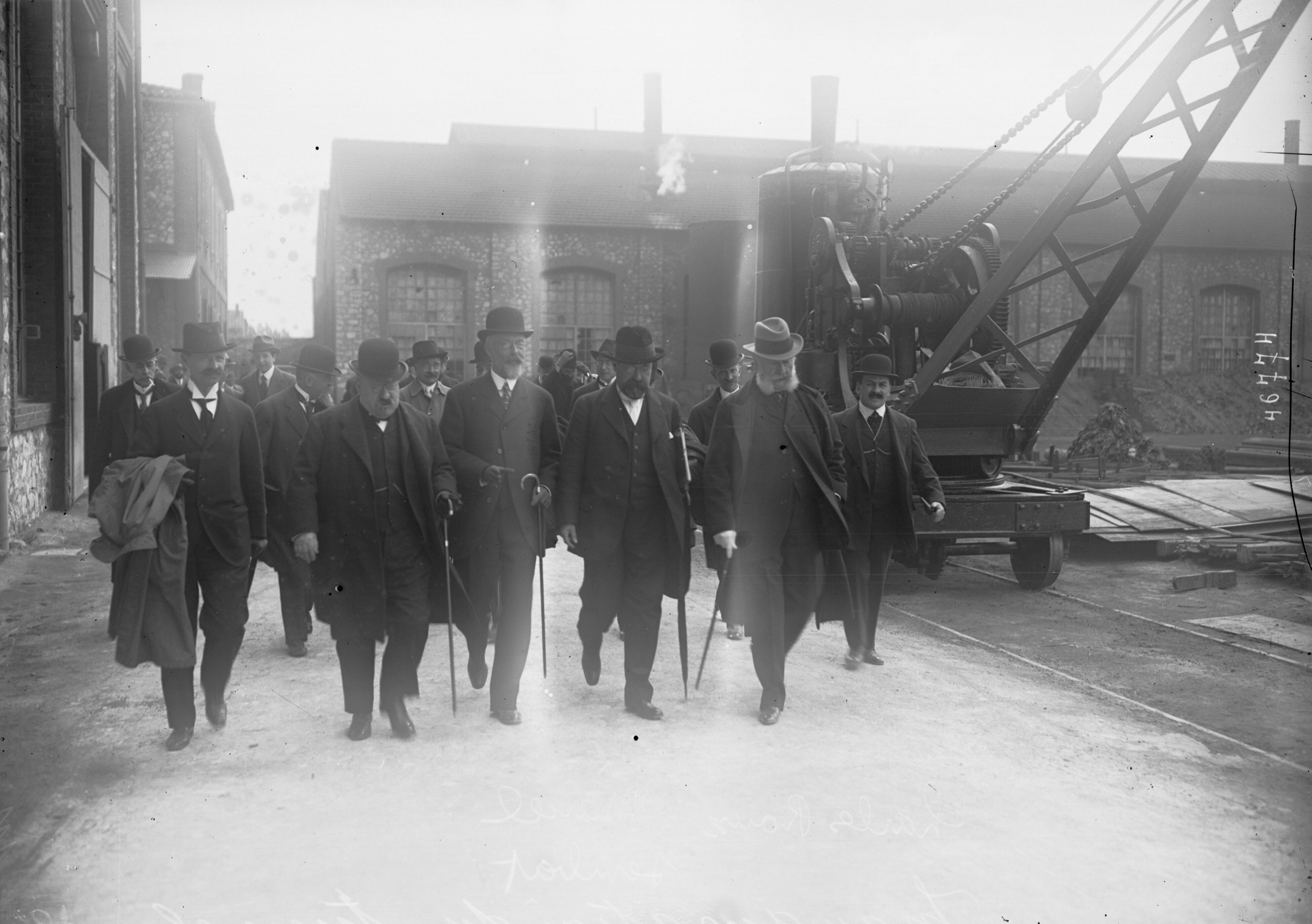
Inauguration [de la jonction entre les galeries nord et sud] du tunnel de Marseille au Rhône (tunnel de Rove), Charles-Roux, Marcel Sembat (7 mai 1916)

La construction du tunnel rencontre de nombreuses difficultés et nécessite ainsi de procéder par différentes étapes,,,. En février 1916, la jonction entre les galeries nord et sud est réalisée,. Cette étape est fêtée en mai 1916 (cf. vidéo),,. La voute n'est terminée qu'en 1923.

La première traversée eut lieu le 23 octobre 1926. Le tunnel fut inauguré le 25 avril 1927 par le président de la République Gaston Doumergue,,.
Sa construction et son inauguration sont mentionnées dans les pages des 20, 21 et 22 mars de l'almanach Vermot 1928, le mentionnant comme un des éléments d'un futur canal reliant Marseille à Strasbourg.
Le 16 juin 1963 (cf. vidéo), un effondrement se produisit à environ 5 km de l'entrée sud, dans un terrain marneux, sur 170 mètres de longueur, creusant en surface un cratère de 15 mètres de profondeur et 45 mètres de diamètre,,. Le tunnel est depuis lors fermé à tout trafic. L’effondrement s'est produit dans le sous-sol de la commune de Gignac-la-Nerthe, la zone où s'est formé le cratère n'étant pas habitée. Deux murs de contentions, séparés de 400 mètres, ont été construits pour contenir l'éboulement, une galerie assurant le passage entre les deux sections du tunnel.

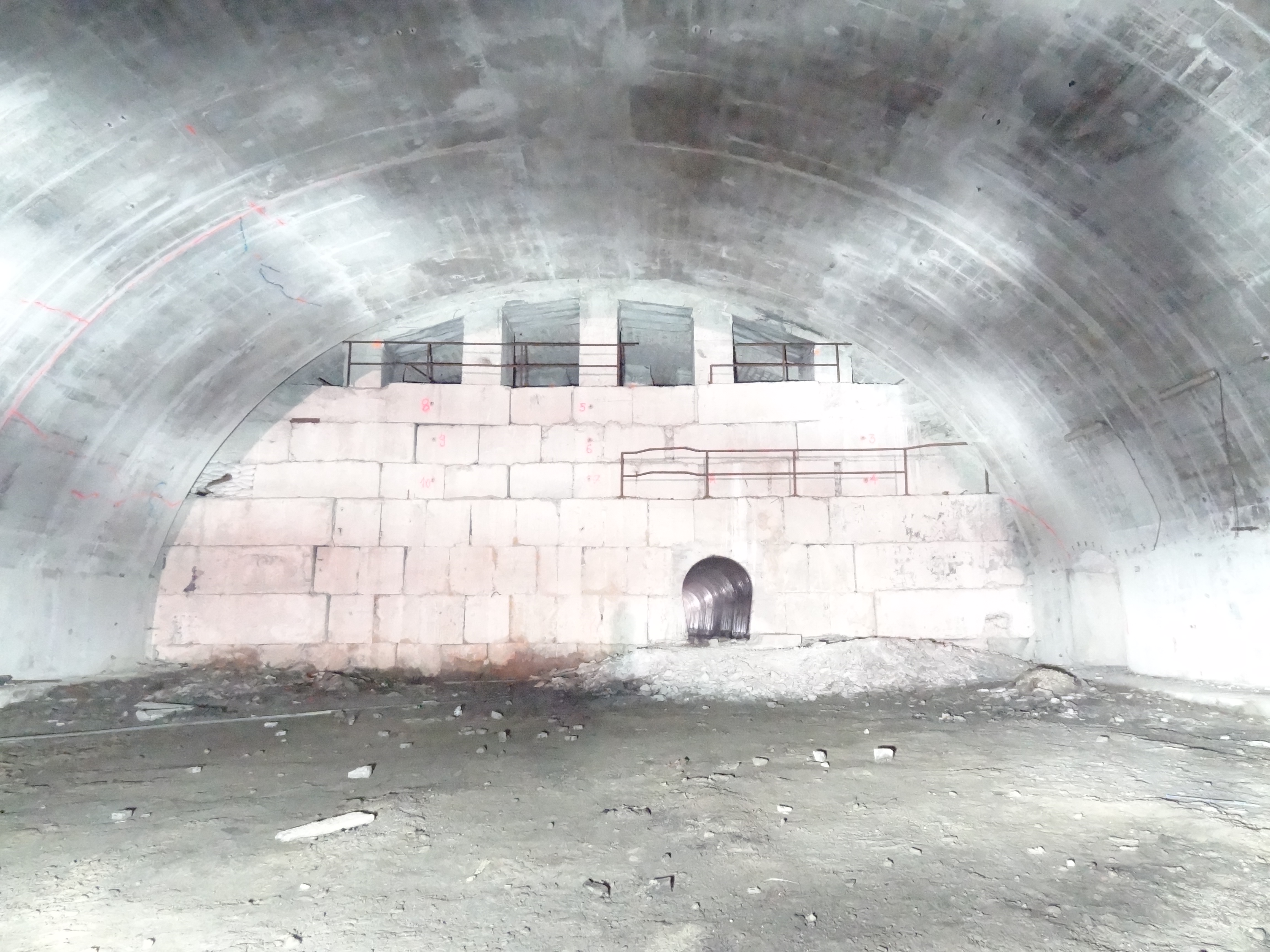
Le mur de contention de l'éboulement.
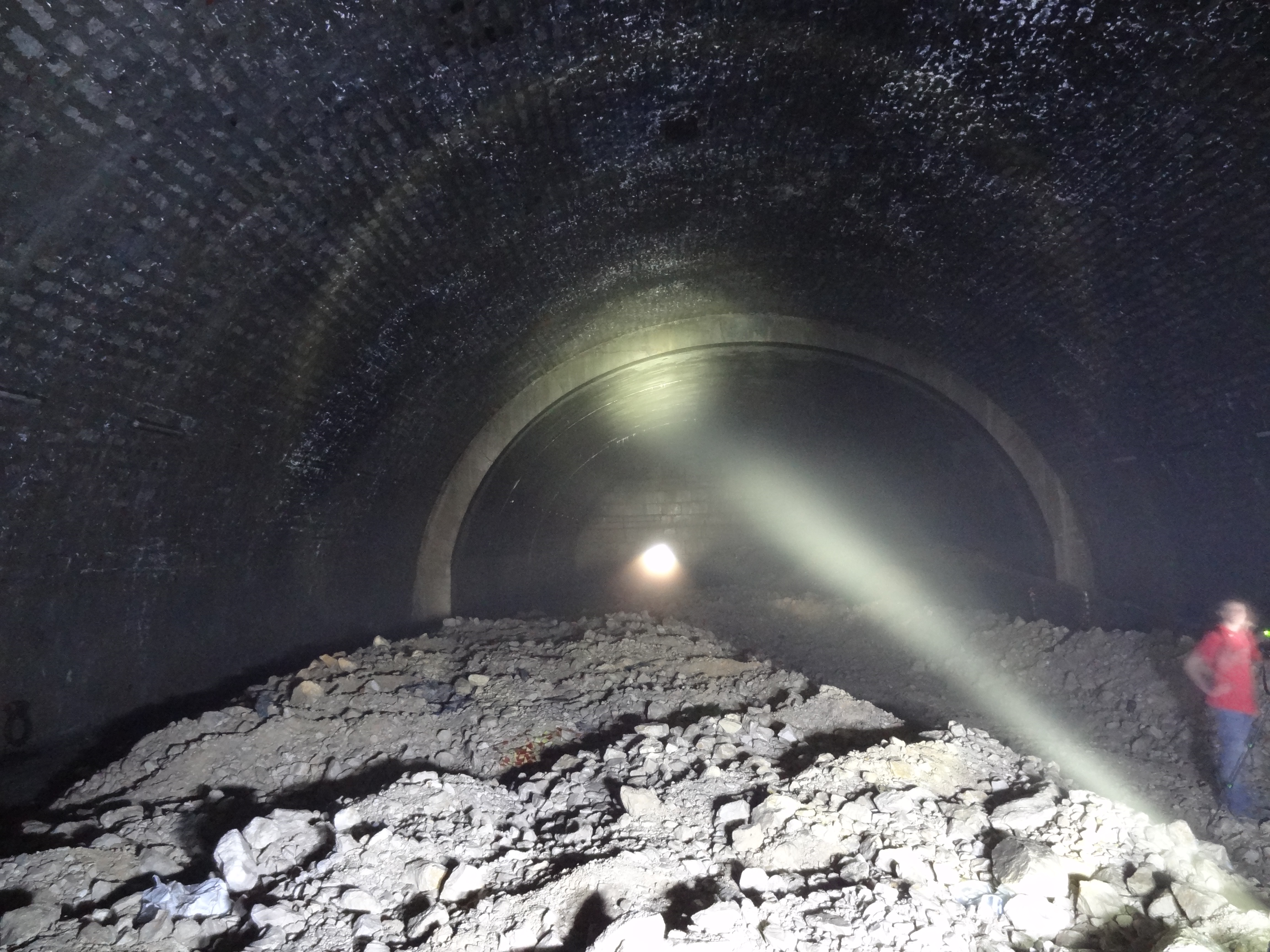
L'éboulement est terrassé de part et d'autre du mur.
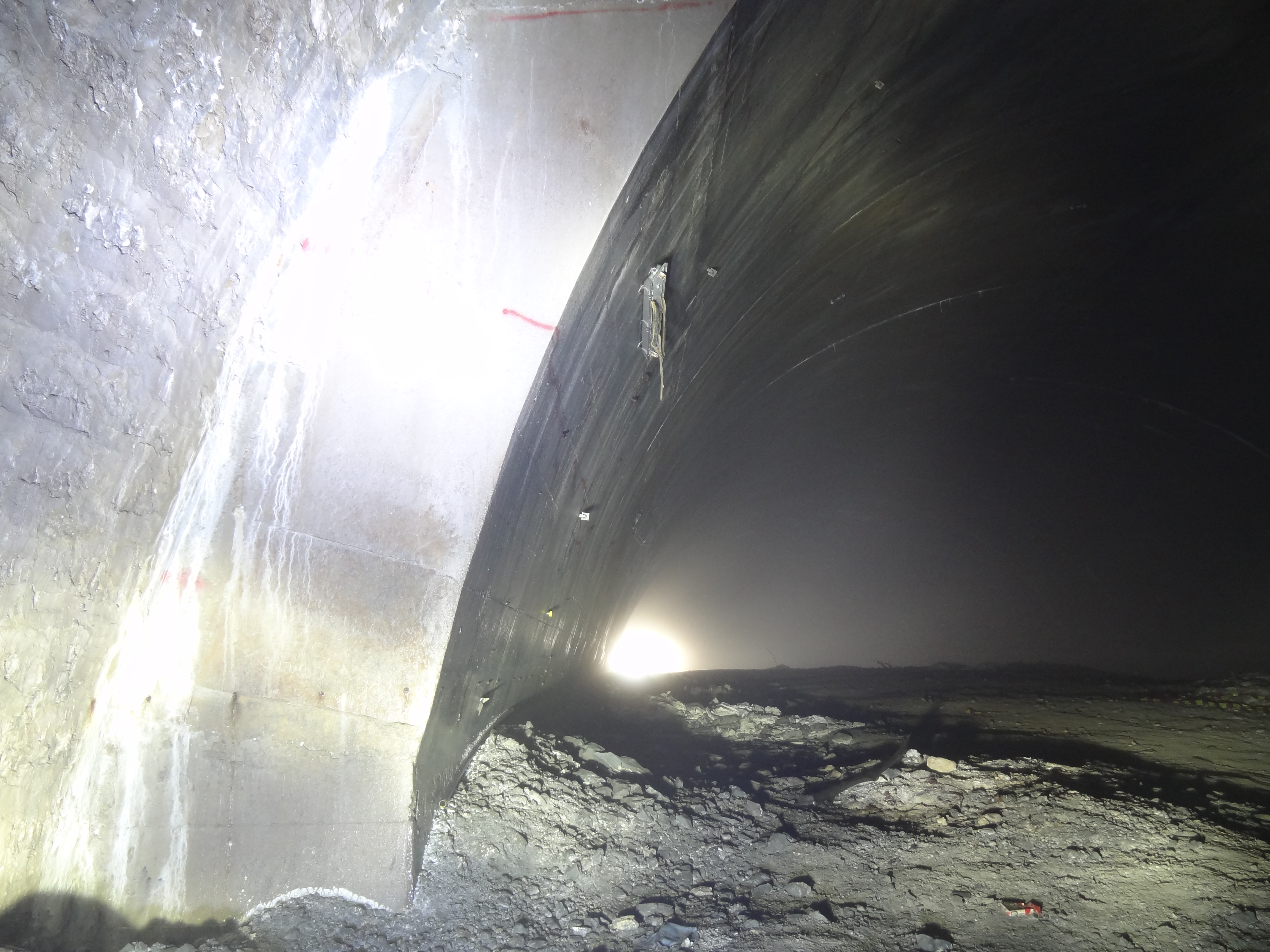
Une voûte en béton armé a été construite par-dessus l'ancienne.

## Localisation

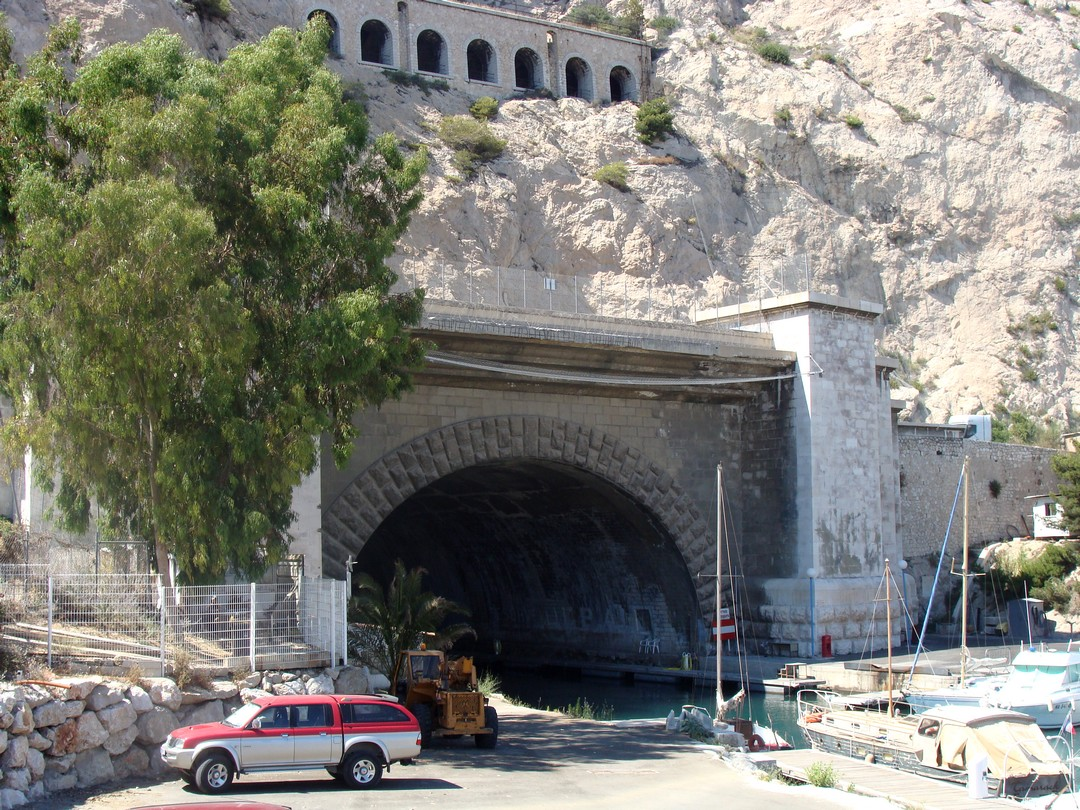
L'entrée sud du tunnel (côté Marseille).

L'entrée sud du tunnel se situe à l'extrême nord de la commune de Marseille, dans le quartier des Riaux, proche de l'Estaque entre le port de la Lave et le site de Corbières. Le tunnel y attaque directement une paroi rocheuse de plusieurs dizaines de mètres de haut. La plus grande partie de son parcours souterrain se situe sous la commune éponyme du Rove, mais aussi sous celles de Gignac-la-Nerthe et de Marseille. 
L'extrémité nord se situe au sud de la commune de Marignane, dans une zone légèrement vallonnée, où le canal émerge dans une tranchée qui s'abaisse progressivement jusqu'au port du quartier Saint-Pierre de Martigues, situé en bordure de l'étang de Bolmon.

## Caractéristiques

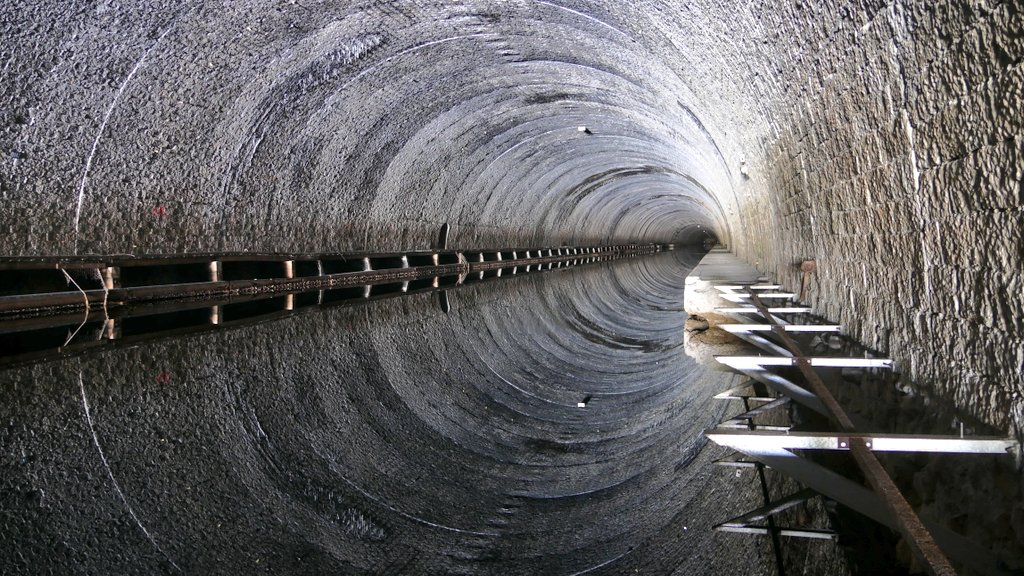
Vue de l'intérieur du tunnel.

Le tunnel, totalement rectiligne, d'une longueur de 7 120 mètres, d'une largeur de 22 mètres, d'une hauteur de 15 mètres et d'une profondeur de 4 mètres (soit 11 mètres de hauteur sous clé de voûte), autorise le croisement de deux péniches de 1 500 tonnes. Il traverse des roches calcaires sur cinq kilomètres, et des terrains marneux sur deux kilomètres. Ces derniers ont nécessité un renforcement de l'épaisseur initiale de la voûte de 1 à 2,5 mètres, et un prolongement des parois maçonnées au-dessous du niveau de l'eau. Pour communiquer avec l'étang de Berre, une section à ciel ouvert de 3,5 km, en partie en tranchée, permet au canal de rejoindre l'étang de Bolmon qu'il longe durant 4 km jusqu'au pont de Jaï, extrémité du lido du même nom.

## Avenir du tunnel
Depuis 2000, la réouverture du tunnel à la courantologie, afin d'amener de l'eau de mer dans l'étang de Bolmon, est une question en suspens. 
À sa création, le groupement d'intérêt public pour la réhabilitation de l'étang de Berre (GIPREB) a inscrit dans ses objectifs la restauration de la circulation d'eau entre la baie de Marseille et les étangs. Un premier projet est présenté en 2008. Il s'agit d'établir une dérivation du tunnel à la hauteur de l'éboulement. Cette galerie permettrait un débit variant de 0 à 20 m3/s (de 4 en 4 m3/s) d'eau de mer de l'Estaque vers l'étang de Berre, afin entre autres de limiter l'eutrophisation de l'étang.  En 2010, le GIPREB, devenu « Gestion intégrée, prospective et restauration de l'étang de Berre », relance le projet. Les études préliminaires sont en cours. 
En 2016, un projet prévoyant de transporter 4 à 10 m3 d'eau par seconde grâce à des pompes a été estimé à un coût de 13 à 21 millions d'euros,. 

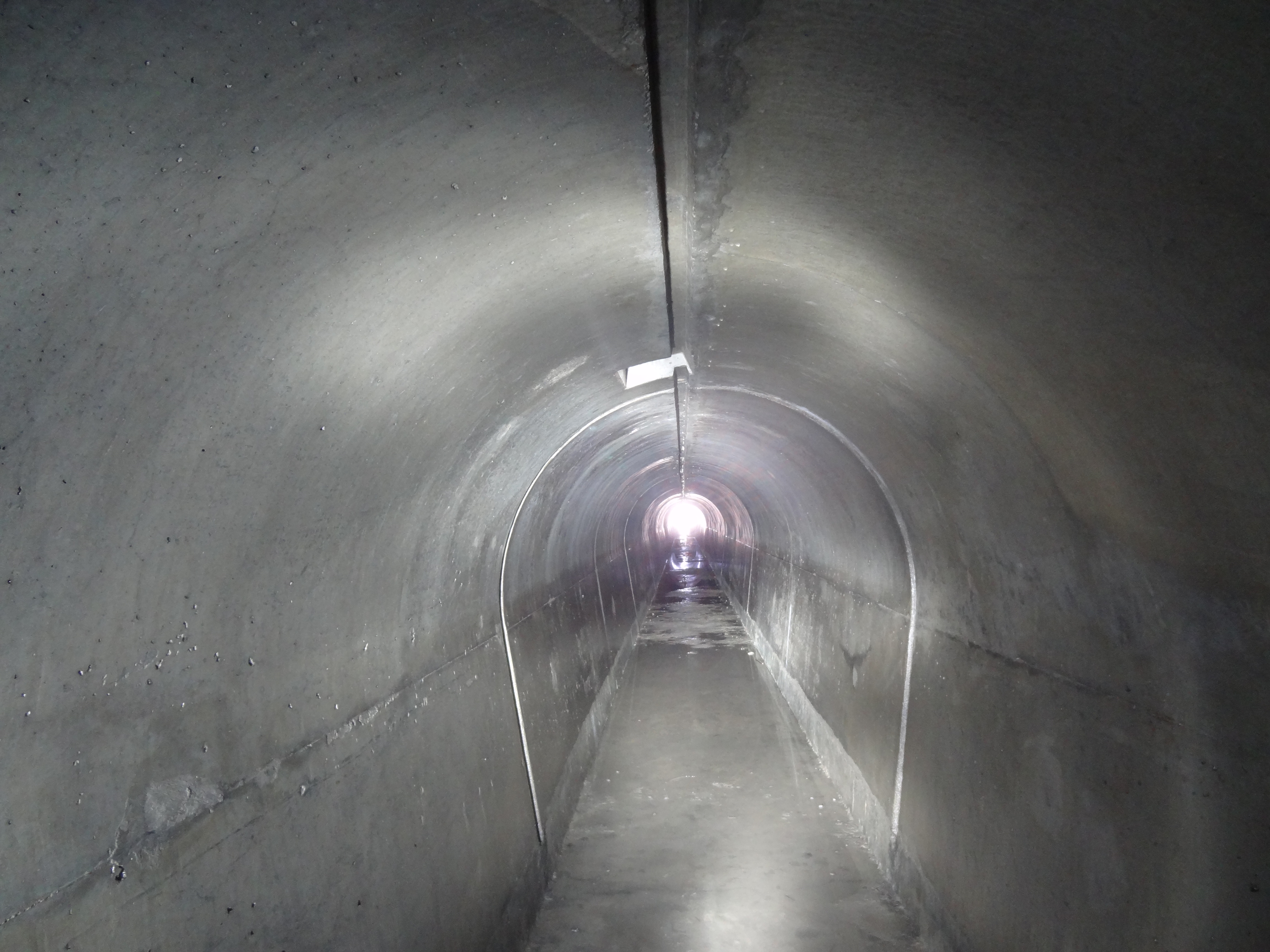
Petite galerie percée à travers l'éboulement contenu du tunnel du Rove. Elle pourrait être utilisée pour amener de l'eau de mer dans l'étang de Bolmon.

En septembre 2020, un rapport de l'Assemblée nationale sur la réhabilitation de l'étang de Berre,  a été adopté. Les députés indiquent : « La gouvernance du projet de réouverture [du tunnel du Rove] a donc été marquée par un écheveau d’interlocuteurs se renvoyant sans cesse les responsabilités opérationnelles. Il s’agit assurément là de l’une des causes majeures de son échec pendant près de vingt ans. ». Ils proposent que la gouvernance du projet soit confiée au GIPREB avec des pouvoirs élargis ou à la Métropole Aix-Marseille-Provence.